# Eduard Kokojty
Eduard Dżabiejewicz Kokojty (oset. Кокойты Джабейы фырт Эдуард, ros. Эдуард Джабеевич Кокойты; ur. 31 października 1964 w Cchinwali, Południowoosetyjski Obwód Autonomiczny, Gruzińska SRR) – osetyjski polityk, od 18 grudnia 2001 do 10 grudnia 2011 prezydent Osetii Południowej, nieuznawanej, choć de facto niezależnej (samozwańczej) republiki na terytorium Gruzji.

## Życiorys
Eduard Kokojty urodził się w 1964 w Cchinwali. W młodości uprawiał zapasy w stylu wolnym. W 1980 zdobył tytuł Mistrza Gruzji. W latach 1980–1983 pracował jako elektromonter. Przez dwa lata (1983–1985) odbywał służbę w Armii Radzieckiej. W 1988 uzyskał dyplom nauczyciela kultury fizycznej w Południowoosetyjskim Państwowym Instytucie Pedagogicznym.
W trakcie studiów stał na czele komitetu uczelnianego Komsomołu, a w latach 1988–1990 był sekretarzem i I sekretarzem Komitetu Miejskiego Komsomołu w Cchinwali. W latach 1990–1993 zasiadał w parlamencie Republiki Osetii Południowej. Po ogłoszeniu niepodległości przez Osetię Południową w 1991 brał udział w walkach przeciwko wojskom gruzińskim.
Po zakończeniu działań wojennych zajął się biznesem. W latach 1993–1995 kierował fundacją sportową „Junost” z siedzibą w Moskwie, a od 1996 był wicedyrektorem w spółce „Frang”, specjalizującej się w handlu między Rosją a Osetią. Od 1997 do 2000 pełnił funkcję przedstawiciela handlowego Republiki Osetii Południowej w Moskwie. W latach 1999–2001 był doradcą deputowanego Dumy z Osetii Północnej Anatolija Czechojewa. W latach 2000–2001 był dyrektorem generalnym w spółce „Frang”, a następnie kierował ruchem społecznym „Za Osetię”.

## Prezydent

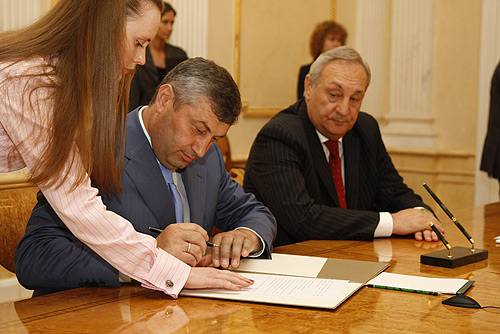
Prezydent Kokojty w trakcie podpisywania porozumienia o zakończeniu walk w Gruzji, Moskwa, sierpień 2008

Eduard Kokojty w 2001 wrócił do Osetii Południowej i wziął udział w wyborach prezydenckich. W pierwszej turze wyborów 18 listopada 2001 zdobył 45% głosów. W drugiej turze, 6 grudnia 2001 zdobył 53% głosów, pokonując Stanisława Kocziewa. Wygrał, wykorzystując efekt świeżości i zniechęcenie społeczeństwa dotychczasowym życiem politycznym państwa i działaniami prezydenta Ludwiga Czibirowa. 18 grudnia 2001 objął stanowisko prezydenta Osetii Południowej.
Kokojty jest przeciwnikiem reunifikacji Osetii Południowej z Gruzją, domagając się pełnego uniezależnienia kraju od Gruzji i integracji z Federacją Rosyjską. Wielokrotnie oskarżał władze gruzińskie o próby przejęcia kontroli nad Osetią Południową. 14 czerwca 2006 podpisał deklarację współpracy z prezydentami dwóch innych nieuznawanych separatystycznych republik: Abchazji – Siergiejem Bagapszem i Naddniestrza – Igorem Smirnowem. W kolejnych miesiącach oferował władzom Abchazji pomoc militarną w razie interwencji gruzińskiej. 

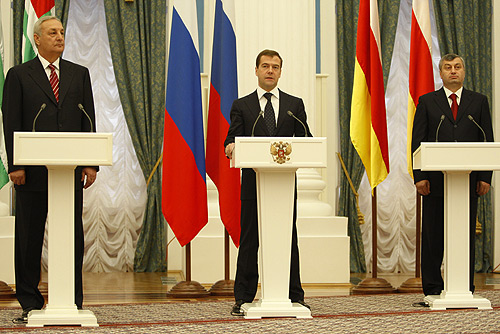
Eduard Kokojty (od prawej) z prezydentem Dmitrijem Miedwiediewem i prezydentem Siergiejem Bagapszem, Moskwa, wrzesień 2008

W wyborach prezydenckich 12 listopada 2006 został ponownie wybrany na stanowisko szefa nieuznawanego państwa, zdobywając 98% głosów.
Dowodził oddziałami południowoosetyjskimi po wybuchu II wojny w Osetii Południowej w sierpniu 2008. Mając poparcie parlamentu i społeczeństwa, zwrócił się do prezydenta Rosji Dmitrija Miedwiediewa o uznanie niepodległości Abchazji. Rosja uznała niepodległość Abchazji 26 sierpnia 2008.
W maju 2011 z inicjatywy wiceministra obrony rząd przedstawił plan organizacji referendum konstytucyjnego w sprawie zmiany przepisów zabraniających prezydentowi pełnienia mandatu przez więcej niż dwie kadencje. 15 czerwca 2011 Sąd Najwyższy wstrzymał jednak przygotowania do referendum, uznając zmianę ustawy zasadniczej na tej drodze za niekonstytucyjną. Za prawidłową ścieżkę uznał natomiast głosowanie w parlamencie kwalifikowaną większością 2/3 głosów. Parlament jednak nie zajął się sprawą wskutek sprzeciwu ze strony Partii Komunistycznej, protestującej przeciwko zmianom w prawie na kilka miesięcy przed wyborami prezydenckimi. Również sam Kokojty w publicznych wypowiedziach zapewniał o nieubieganiu się o trzecią kadencję prezydencką. Przeciwko utrzymaniu władzy przez Kokojtego występowali także rosyjscy politycy, oskarżający go o korupcję, nieradzenie sobie z odbudową kraju po wojnie oraz marnotrawnie rosyjskich środków finansowych przeznaczonych na ten cel. We wrześniu 2011 rządząca partia Jedność swoim kandydatem w wyborach mianowała ministra ds. sytuacji nadzwyczajnych Anatolija Bibiłowa. 
Po unieważnieniu przez sąd wyborów prezydenckich w listopadzie 2011, miał pozostać na stanowisku szefa państwa do czasu wyłonienia nowego prezydenta w wyborach zaplanowanych na 25 marca 2012. Anulowanie wyników drugiej tury głosowania, w której według wstępnych wyników zwycięstwo odniosła kandydatka opozycji Ałła Dżiojewa, doprowadziło do masowych protestów społecznych w Cchinwali. Dżiojewa nie uznała decyzji sądu i zapowiedziała utworzenie własnej, niezależnej administracji. W celu zażegnania kryzysu politycznego 9 grudnia 2011 prezydent Kokojty podpisał porozumienie z opozycją, zgodnie z którym miał ustąpić ze stanowiska, a jego obowiązki do czasu nowych wyborów prezydenckich miał przejąć premier Wadim Browcew. Ze stanowisk mieli zostać również odwołani związani Kokojtym prokurator generalny oraz prezes Sądu Najwyższego. W zamian opozycja zobowiązała się do zakończenia protestów, a Ałła Dżiojewa miała zostać uprawniona do startu w wyborach prezydenckich, wbrew wcześniejszej decyzji Sądu Najwyższego. 10 grudnia 2011 Kokojty, zgodnie z treścią porozumienia, podał się do dymisji. Następnego dnia Browcew oficjalnie przejął jego obowiązki. Wciąż pozostaje w życiu politycznym republiki - jest przewodniczącym partii "Jedność".